# Domenico Donna
Domenico Donna (Turín, Provincia de Turín, Italia, 30 de junio de 1883-Aosta, Valle de Aosta, Italia, 21 de agosto de 1961) fue un abogado y futbolista italiano. Se desempeñaba en la posición de delantero.

## Clubes
| Club           | País   | Año       |
| -------------- | ------ | --------- |
| Juventus F. C. | Italia | 1897-1910 |

## Palmarés

### Campeonatos nacionales
| Título              | Club           | País   | Año  |
| ------------------- | -------------- | ------ | ---- |
| Campeonato Italiano | Juventus F. C. | Italia | 1905 |